# Saison 2015 de l'équipe cycliste Topsport Vlaanderen-Baloise
La saison 2015 de l'équipe cycliste Topsport Vlaanderen-Baloise est la vingt-deuxième de cette équipe.

## Préparation de la saison 2015

### Arrivées et départs
| Arrivées           | Équipe 2014                 |
| ------------------ | --------------------------- |
| Amaury Capiot      | Lotto-Belisol U23           |
| Floris De Tier     | EFC-Omega Pharma-Quick Step |
| Oliver Naesen      | Cibel                       |
| Bert Van Lerberghe | EFC-Omega Pharma-Quick Step |
| Jef Van Meirhaeghe | Lotto-Belisol U23           |
| Jens Wallays       | EFC-Omega Pharma-Quick Step |

| Départs             | Équipe 2015      |
| ------------------- | ---------------- |
| Jasper De Buyst     | Lotto-Soudal     |
| Kevin De Jonghe     | Cibel            |
| Yves Lampaert       | Etixx-Quick Step |
| Tom Van Asbroeck    | Lotto NL-Jumbo   |
| Michael Van Staeyen | Cofidis          |
| Kenneth Vanbilsen   | Cofidis          |
| Zico Waeytens       | Giant-Alpecin    |

## Coureurs et encadrement technique

### Effectif
L'effectif compte en 2015 vingt-quatre coureurs, soit un de moins qu'en 2014,.
| Cycliste,            | Date de naissance | Nationalité | Équipe 2014                 |  |
| -------------------- | ----------------- | ----------- | --------------------------- |  |
| Victor Campenaerts   | 28 octobre 1991   | Belgique    | Topsport Vlaanderen-Baloise |  |
| Amaury Capiot        | 25 juin 1993      | Belgique    | Lotto-Belisol U23           |  |
| Kenny De Ketele      | 5 juin 1985       | Belgique    | Topsport Vlaanderen-Baloise |  |
| Moreno De Pauw       | 12 août 1991      | Belgique    | Topsport Vlaanderen-Baloise |  |
| Floris De Tier       | 20 janvier 1992   | Belgique    | EFC-Omega Pharma-Quick Step |  |
| Tim Declercq         | 21 mars 1989      | Belgique    | Topsport Vlaanderen-Baloise |  |
| Sander Helven        | 30 mai 1990       | Belgique    | Topsport Vlaanderen-Baloise |  |
| Pieter Jacobs        | 6 juin 1986       | Belgique    | Topsport Vlaanderen-Baloise |  |
| Eliot Lietaer        | 15 août 1990      | Belgique    | Topsport Vlaanderen-Baloise |  |
| Oliver Naesen        | 16 septembre 1990 | Belgique    | Cibel                       |  |
| Jonas Rickaert       | 7 février 1994    | Belgique    | Topsport Vlaanderen-Baloise |  |
| Jarl Salomein        | 27 janvier 1989   | Belgique    | Topsport Vlaanderen-Baloise |  |
| Thomas Sprengers     | 5 février 1990    | Belgique    | Topsport Vlaanderen-Baloise |  |
| Stijn Steels         | 21 août 1989      | Belgique    | Topsport Vlaanderen-Baloise |  |
| Edward Theuns        | 30 avril 1991     | Belgique    | Topsport Vlaanderen-Baloise |  |
| Preben Van Hecke     | 9 juillet 1982    | Belgique    | Topsport Vlaanderen-Baloise |  |
| Gijs Van Hoecke      | 12 novembre 1991  | Belgique    | Topsport Vlaanderen-Baloise |  |
| Bert Van Lerberghe   | 29 septembre 1992 | Belgique    | EFC-Omega Pharma-Quick Step |  |
| Jef Van Meirhaeghe   | 21 janvier 1992   | Belgique    | Lotto-Belisol U23           |  |
| Arthur Vanoverberghe | 7 février 1990    | Belgique    | Topsport Vlaanderen-Baloise |  |
| Pieter Vanspeybrouck | 10 février 1987   | Belgique    | Topsport Vlaanderen-Baloise |  |
| Otto Vergaerde       | 15 juillet 1994   | Belgique    | Topsport Vlaanderen-Baloise |  |
| Jelle Wallays        | 11 mai 1989       | Belgique    | Topsport Vlaanderen-Baloise |  |
| Jens Wallays         | 15 septembre 1992 | Belgique    | EFC-Omega Pharma-Quick Step |  |

Portraits
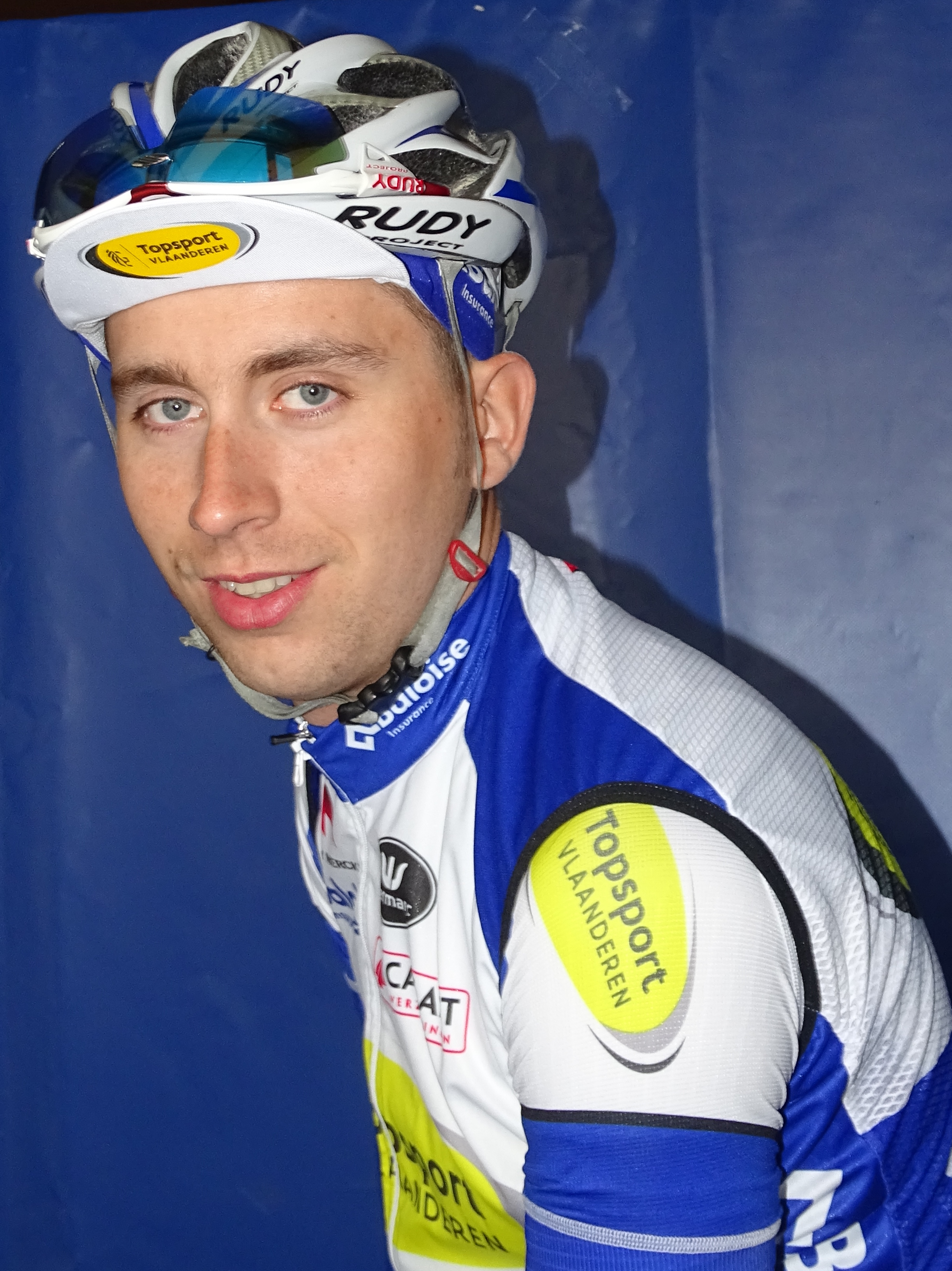
Amaury Capiot.
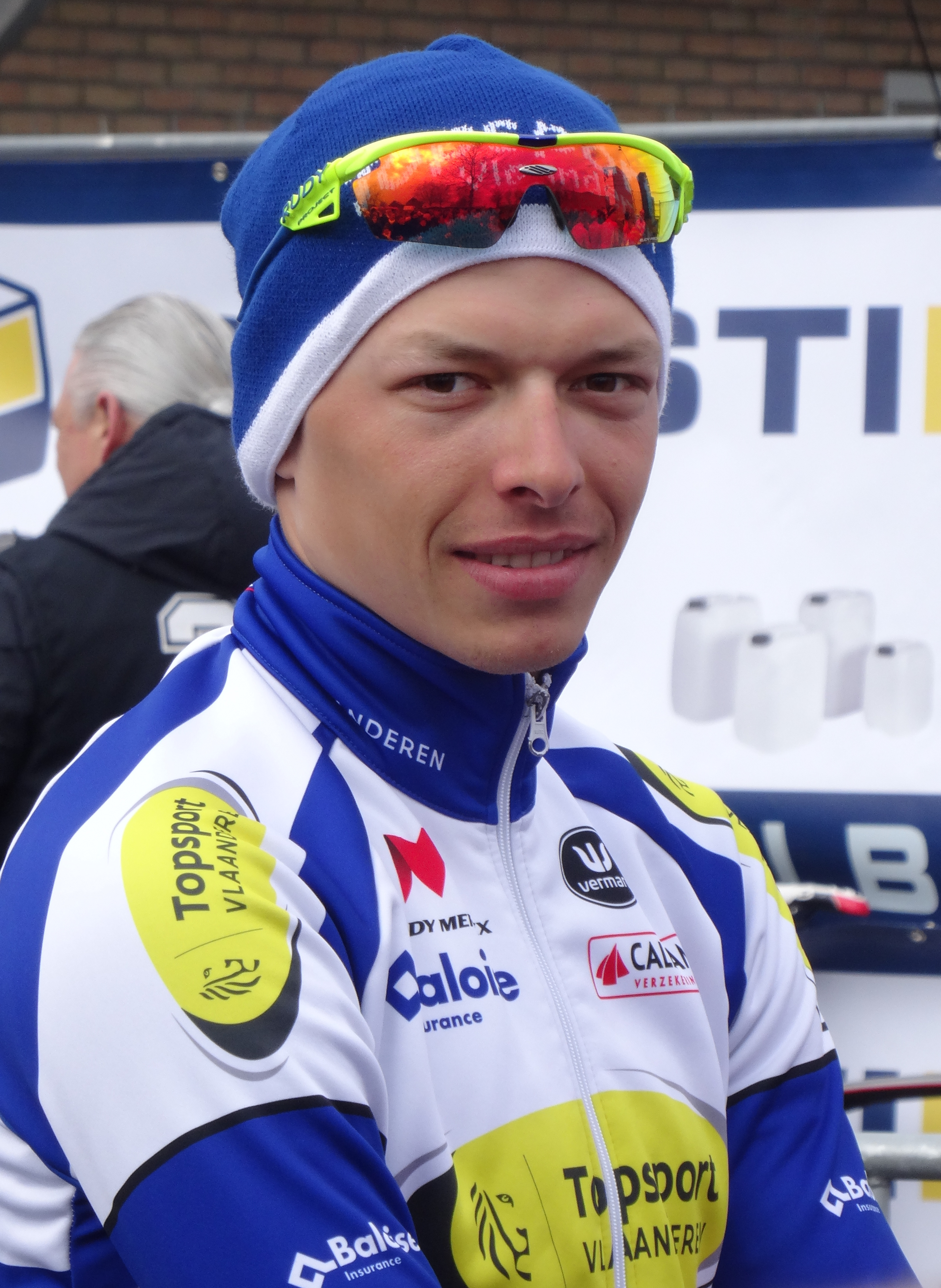
Oliver Naesen.
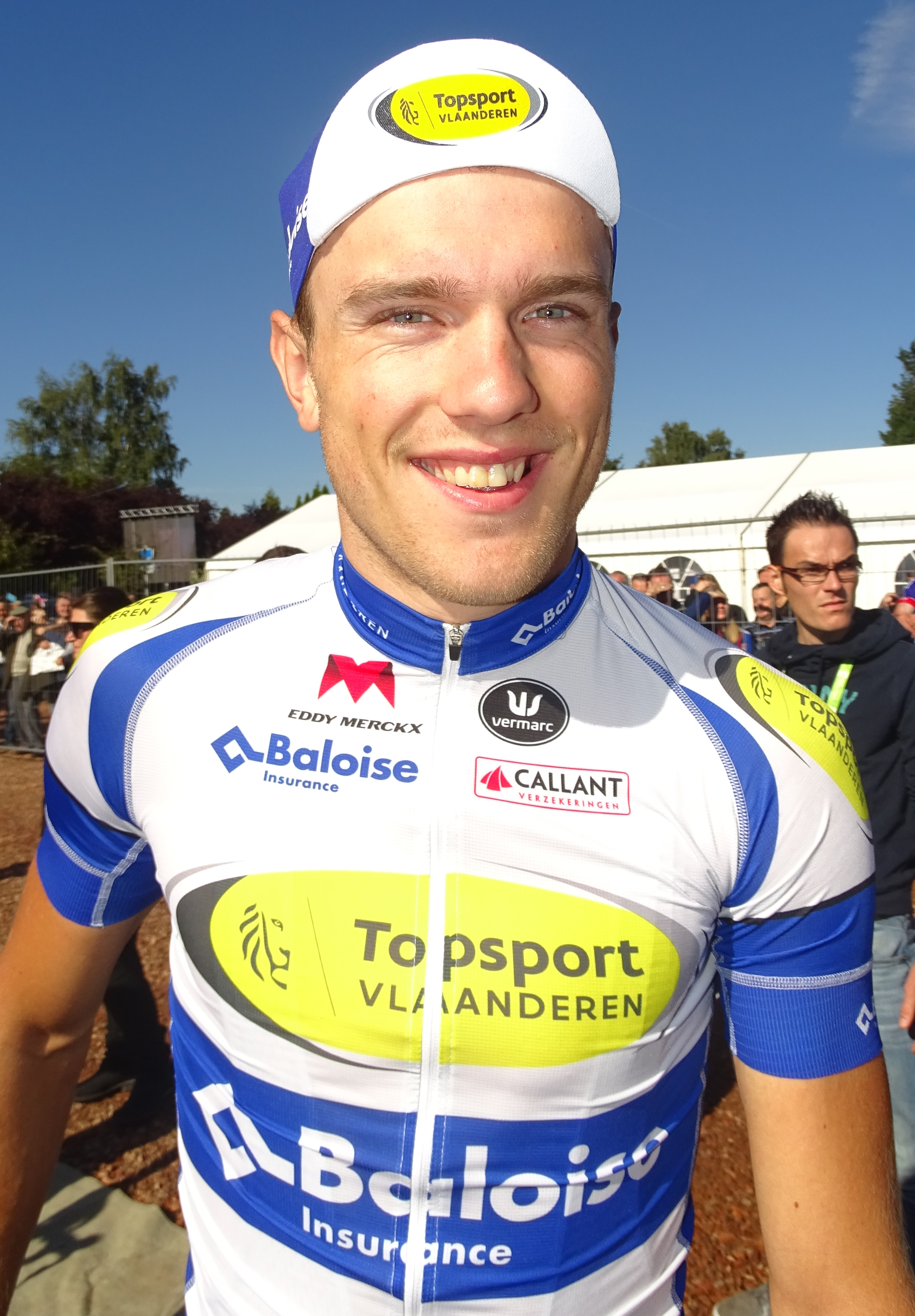
Bert Van Lerberghe.
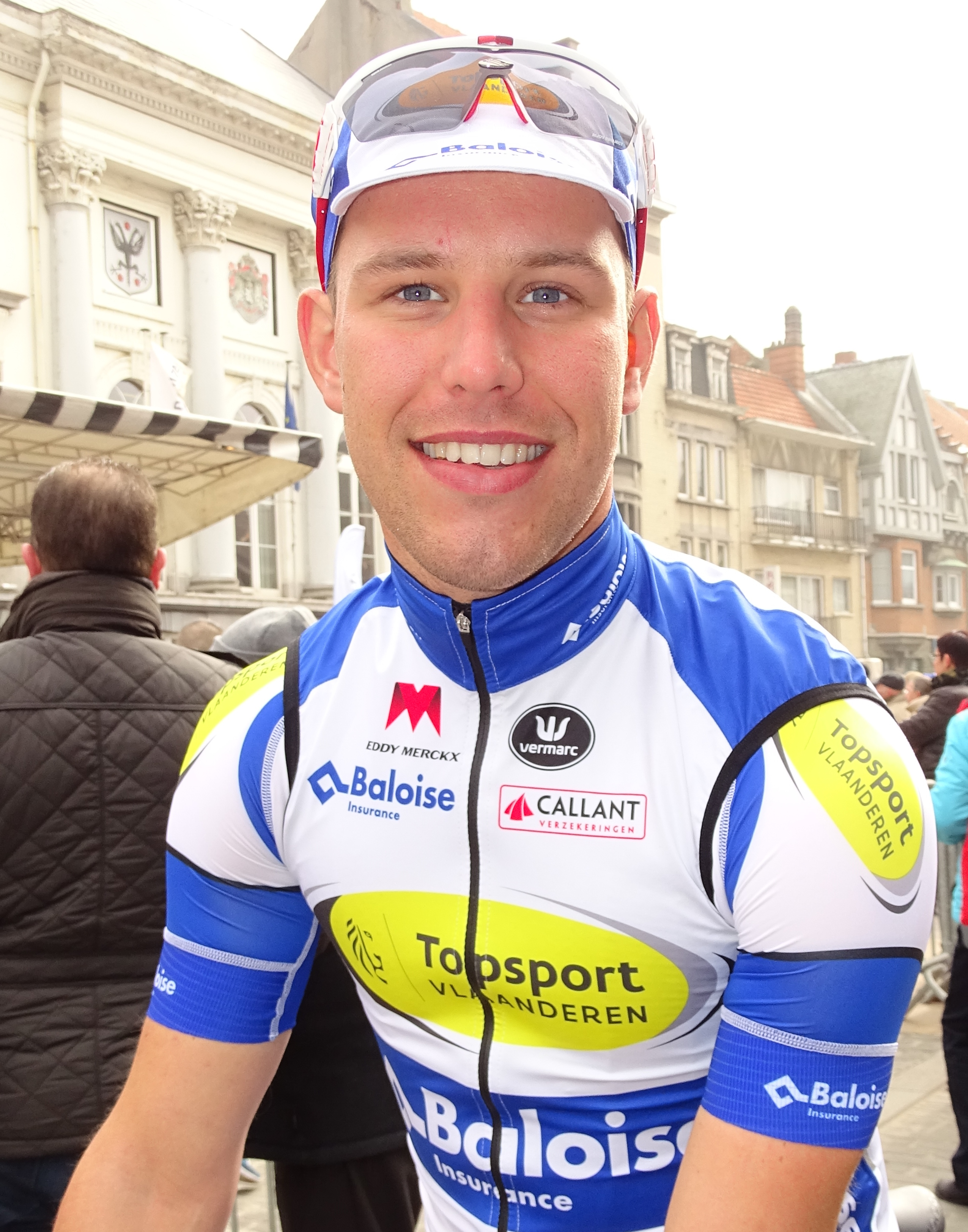
Jef Van Meirhaeghe.

## Bilan de la saison

### Victoires
| Date       | Course                                 | Pays     | Classe | Vainqueur                          |
| ---------- | -------------------------------------- | -------- | ------ | ---------------------------------- |
| 14/03/2015 | Tour de Drenthe                        | Pays-Bas | 1.1    | Edward Theuns                      |
| 25/03/2015 | À travers les Flandres                 | Belgique | 1.HC   | Jelle Wallays                      |
| 10/05/2015 | 5e étape des Quatre Jours de Dunkerque | France   | 2.HC   | Edward Theuns                      |
| 17/05/2015 | Grand Prix Criquielion                 | Belgique | 1.2    | Jelle Wallays                      |
| 28/06/2015 | Championnat de Belgique sur route      | Belgique | CN     | Preben Van Hecke                   |
| 19/07/2015 | À travers les Ardennes flamandes       | Belgique | 1.2    | Stijn Steels                       |
| 02/08/2015 | Polynormande                           | France   | 1.1    | Oliver Naesen                      |
| 27/09/2015 | Duo normand                            | France   | 1.1    | Victor Campenaerts - Jelle Wallays |
| 03/10/2015 | 3e étape de l'Eurométropole Tour       | Belgique | 2.1    | Edward Theuns                      |

Podiums
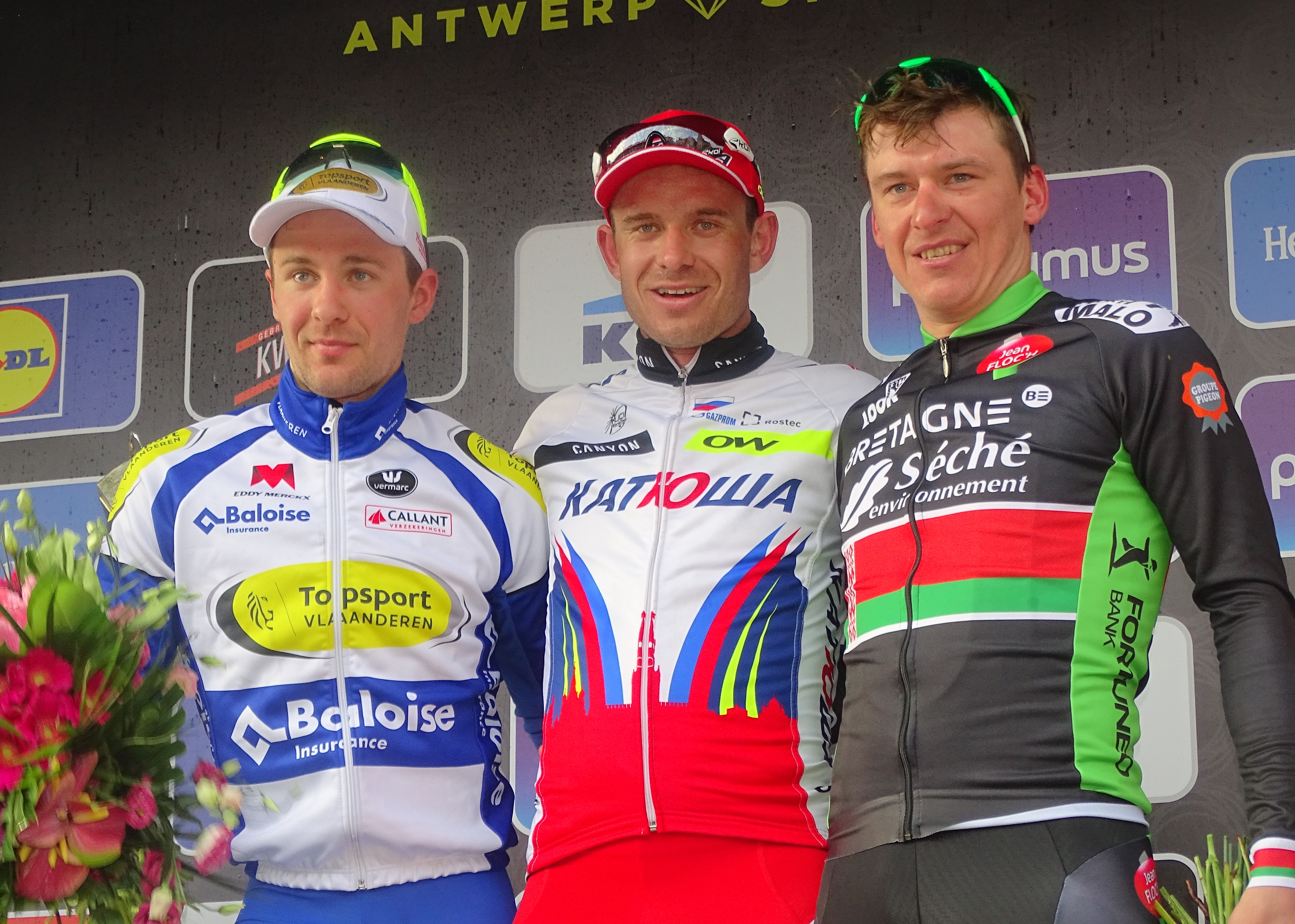
Podium de l'édition 2015 du Grand Prix de l'Escaut : Edward Theuns (2e), Alexander Kristoff (1er) et Yauheni Hutarovich (3e).
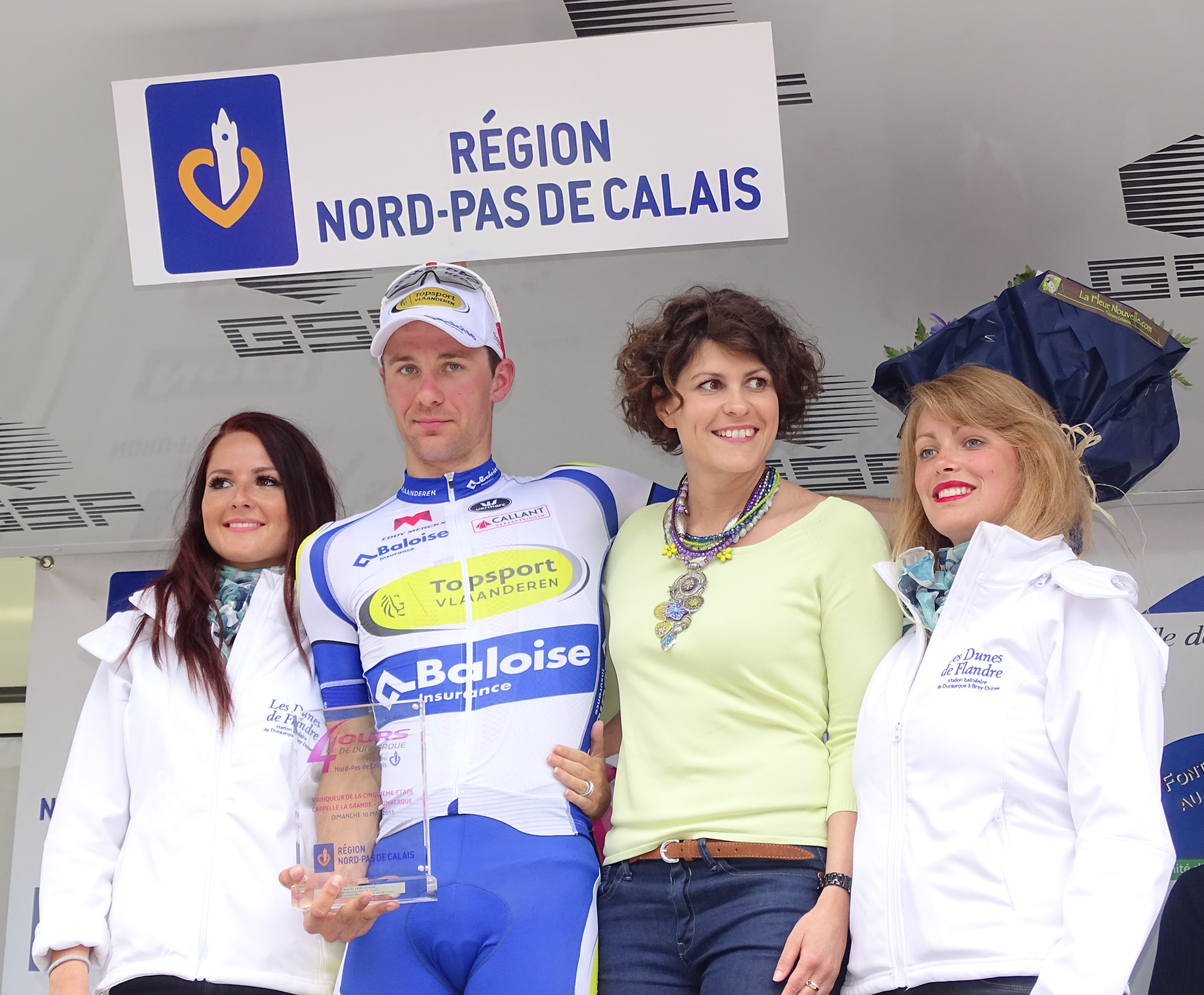
Edward Theuns, vainqueur de la 5e étape des Quatre Jours de Dunkerque 2015.
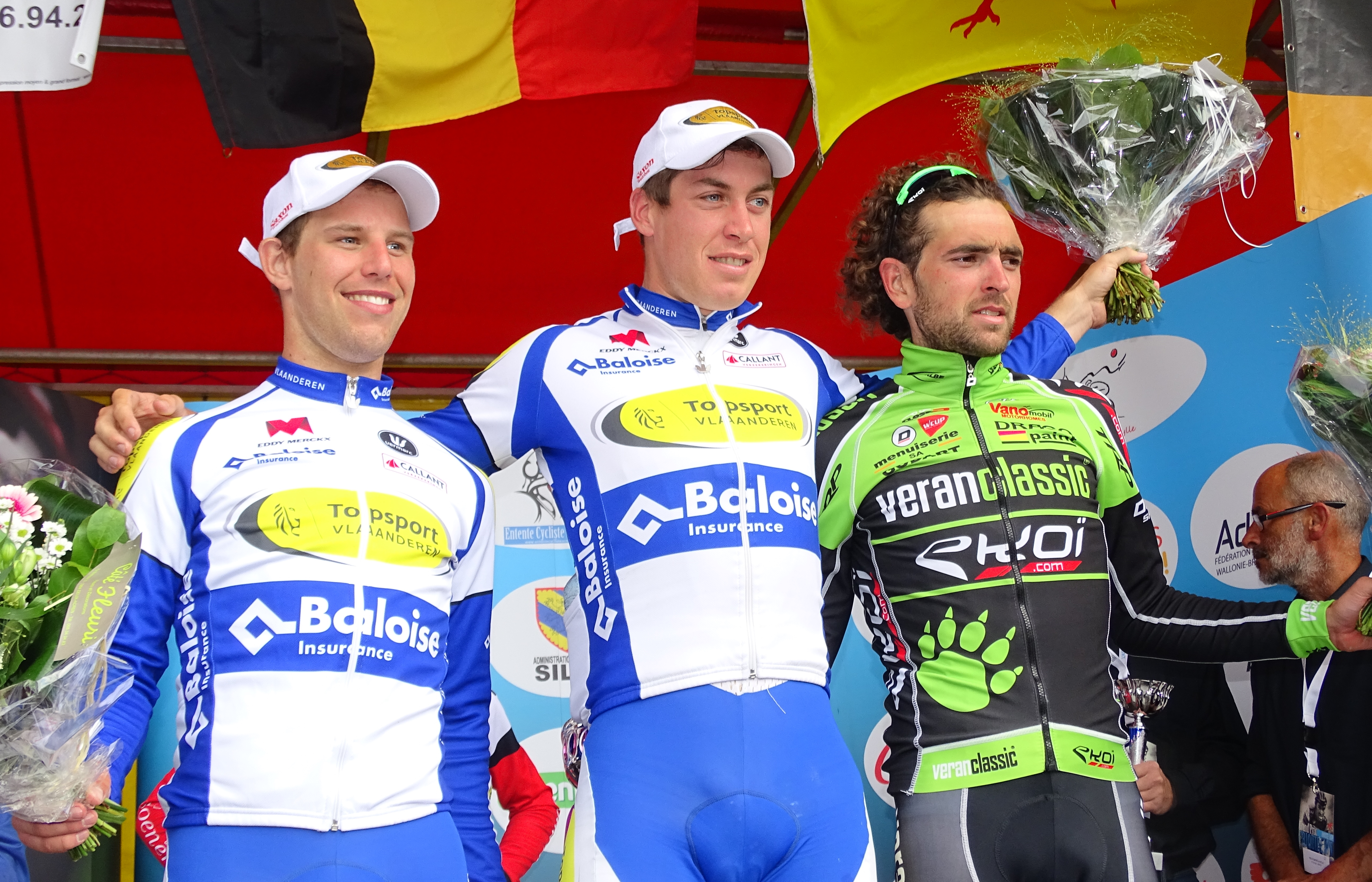
Podium de l'édition 2015 du Grand Prix Criquielion : Jef Van Meirhaeghe (2e), Jelle Wallays (1er) et Thomas Vaubourzeix (3e).
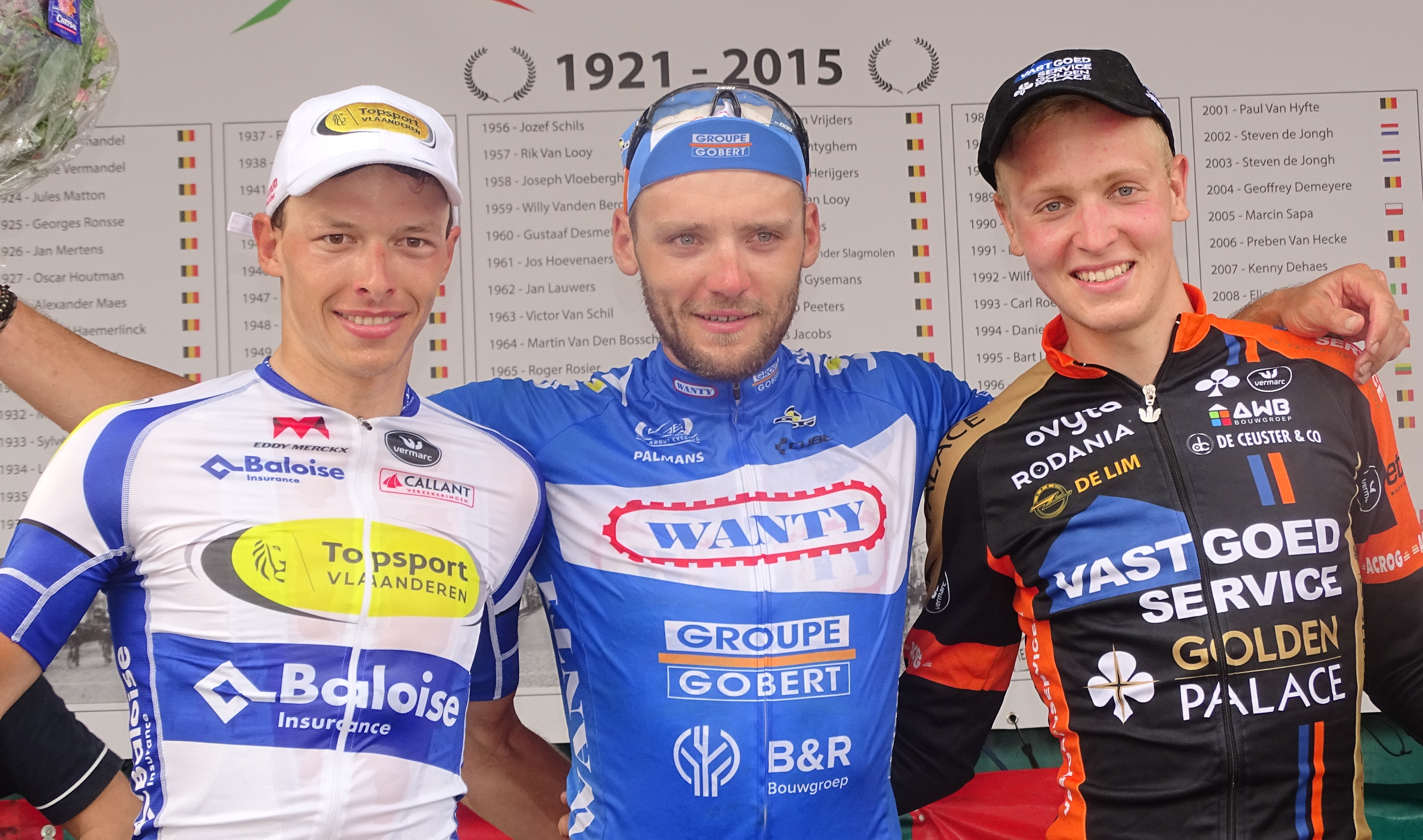
Podium de l'édition 2015 de la Coupe Sels : Oliver Naesen (2e), Robin Stenuit (1er) et Tim Merlier (3e).
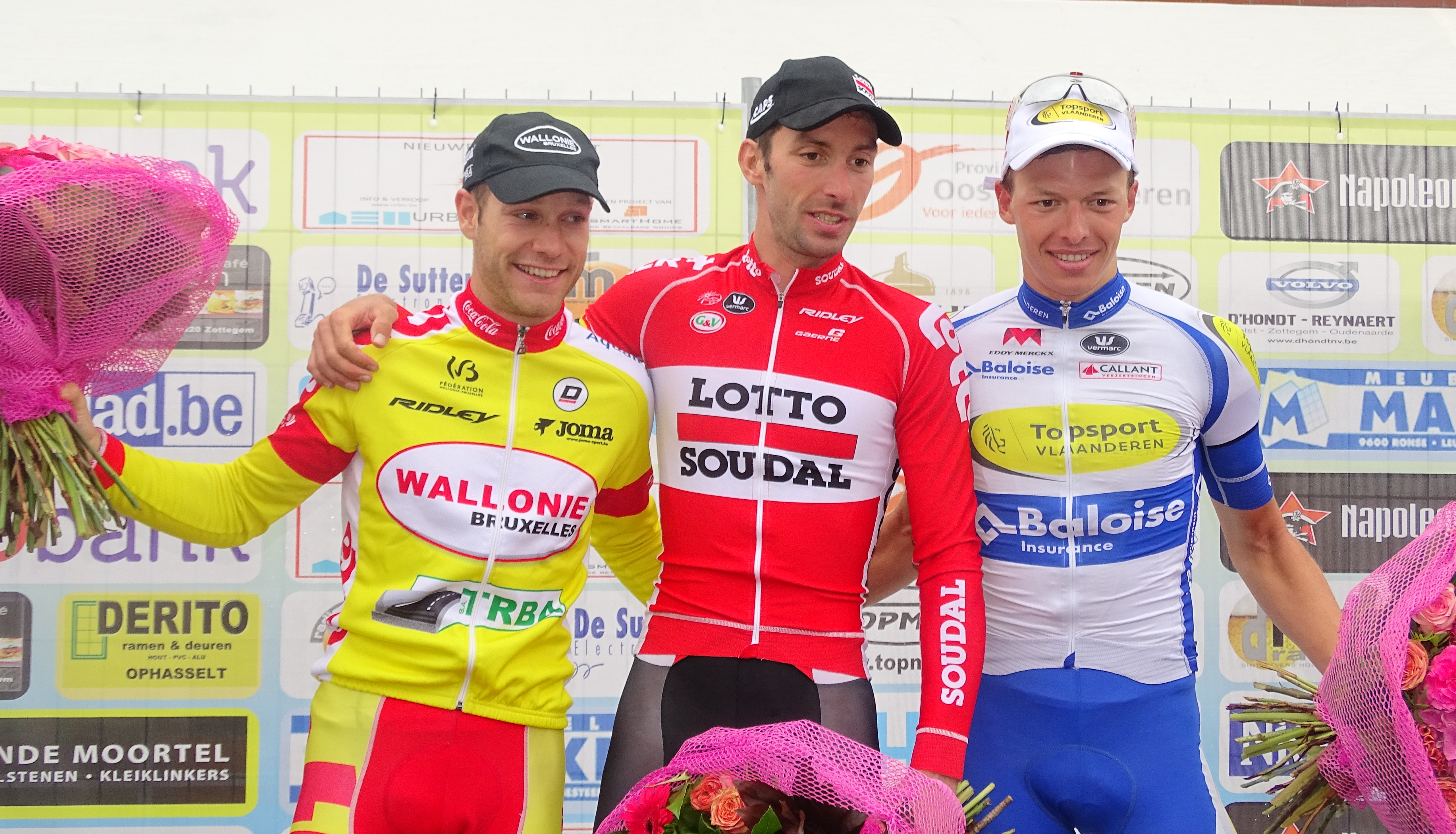
Podium de l'édition 2015 du Grand Prix de la ville de Zottegem : Antoine Demoitié (2e), Kenny Dehaes (1er) et Oliver Naesen (3e).

### Résultats sur les courses majeures
Les tableaux suivants représentent les résultats de l'équipe dans les principales courses du calendrier international dans lesquelles l'équipe bénéficie d'une invitation. Pour chaque épreuve est indiqué le meilleur coureur de l'équipe, son classement ainsi que les accessits glanés par Topsport Vlaanderen-Baloise sur les courses de trois semaines.

#### Classiques
| Classique            | Milan-San Remo | Tour des Flandres   | Paris-Roubaix      | Liège-Bastogne-Liège   | Tour de Lombardie |
| -------------------- | -------------- | ------------------- | ------------------ | ---------------------- | ----------------- |
| Coureur (classement) | Non invitée    | Oliver Naesen (35e) | Tim Declercq (41e) | Preben Van Hecke (72e) | Non invitée       |

#### Grands tours
| Grand tour           | Tour d'Italie | Tour de France | Tour d'Espagne |
| -------------------- | ------------- | -------------- | -------------- |
| Coureur (classement) | Non invitée   | Non invitée    | Non invitée    |
| Accessits            | -             | -              | -              |

### Classement UCI
L'équipe Topsport Vlaanderen-Baloise termine à la 40e place de l'America Tour avec 15 points. Ce total est obtenu par l'addition des 15 points amenés par la 16e place du championnat du monde du contre-la-montre par équipes et des points des huit meilleurs coureurs de l'équipe au classement individuel, cependant aucun coureur n'est classé,.